# Hermansville (Míchigan)
Hermansville es un lugar designado por el censo ubicado en el condado de Menominee en el estado estadounidense de Míchigan. En el Censo de 2020 tenía una población de 509 habitantes y una densidad poblacional de 139,45 habitantes por km². Fue incluido como CDP en el censo de 2020. 

## Geografía
Hermansville se encuentra ubicado en las coordenadas 45°42′39″N 87°36′05″O / 45.71083, -87.60139. Según la Oficina del Censo de los Estados Unidos,  tiene una superficie total de 3,65 km², de la cual 3,30 km² corresponden a tierra firme y 0,35 km² a agua.